# 核四重極共鳴画像法
核四重極共鳴画像法(かくしじゅうきょくきょうめいがぞうほう、英語: Nuclear Quadrupole Resonance Imaging)とは核四重極共鳴により試料の内部構造を可視化する手法。

## 概要
窒素 (14N)、ナトリウム (23Na)、アルミニウム (27Al)、塩素 (35Cl、37Cl)、ヨウ素 (127I) のように核四重極モーメント Q（核四極子モーメントとも言う）を持つ原子核にそれぞれの固有の共鳴周波数の電磁波を照射すると、励起されて核のエネルギー準位が上がり、熱的に準安定状態になるが、ここで電磁波の照射を止めると核磁気共鳴と同様に周りの電磁ゆらぎや熱ゆらぎによる『緩和現象』が起こり、時間と共に元のエネルギー準位に戻るときに電磁波を放射する。XYテーブルでトランスデューサを走査したり、2次元にトランスデューサを配置してフェイズドアレイ化することにより、核四重極共鳴信号の強度分布が画像化される。イオンが自由に動き回る液体や気体では電荷分布が等方的になるために電場勾配が生じないので画像化できない。核磁気共鳴とは異なり、結晶内に電場勾配が存在するので、エネルギー準位を分裂させるための外部磁場が不要で装置を小型軽量化できる。
核四重極共鳴 (NQR)には核磁気共鳴 (NMR)や電子スピン共鳴 (ESR)とは異なる特性があり、そのためこれを利用することで異なる知見が得られ、他の手法では困難な窒素 (14N)、ナトリウム (23Na)、アルミニウム (27Al)、塩素 (35Cl、37Cl)、ヨウ素 (127I) の分布を可視化できる。

## 核四重極共鳴断層撮影
核四重極共鳴画像法の一種に核四重極共鳴断層撮影があり、共鳴周波数の電磁波を印加後、『緩和現象』で放射される電磁波を試料の周囲に配置された複数の検出器で受信して信号をコンピュータ断層撮影での画像再構成アルゴリズムを適用することで14N、23Na、27Al、35Cl、37Cl、127Iの三次元的な分布を可視化できる。

## 特徴
- 無侵襲計測
- 局在推定が数mmの精度
- 電位による測定が困難な体内の深部からの信号が検出できる
- 核磁気共鳴画像法では不可欠な磁場は不要
- 試料が気体や液体の場合には画像化はできない

## 用途
- 診断
- 内部構造の可視化
- 非破壊検査
- 岩塩の鉱床の探査
- 爆発物の検出